# (248388) Namtso
(248388) Namtso est un astéroïde de la ceinture principale.

## Description
(248388) Namtso est un astéroïde de la ceinture principale. Il fut découvert le 26 septembre 2005 à Vallemare Borbona par Vincenzo Silvano Casulli. Il présente une orbite caractérisée par un demi-grand axe de 3,07 UA, une excentricité de 0,15 et une inclinaison de 3,7° par rapport à l'écliptique.